# 옥살로아세트산
옥살로아세트산(영어: oxaloacetic acid) 또는 옥살아세트산(영어: oxalacetic acid)은 화학식이 HO2CC(O)CH2CO2H인 결정성 유기 화합물이다. 옥살로아세트산의 짝염기인 옥살로아세테이트(영어: oxaloacetate)는 동물에서 일어나는 많은 대사 과정들의 대사 중간생성물이다. 옥살로아세트산은 포도당신생합성, 요소 회로, 글리옥실산 회로, 아미노산 합성, 지방산 합성, 시트르산 회로에 관여한다.

## 특성
옥살로아세트산은 2가 음이온을 생성하기 위해 연속적인 탈양성자화 과정을 거친다.
HO2CC(O)CH2CO2H  −O2CC(O)CH2CO2H + H+ pKa = 2.22
−O2CC(O)CH2CO2H  −O2CC(O)CH2CO2− + H+, pKa = 3.89
높은 pH에서 엔올화될 수 있는 양성자는 이온화된다.
−O2CC(O)CH2CO2−  −O2CC(O−)CHCO2− + H+, pKa = 13.03
옥살로아세트산의 엔올형은 특히 안정적이며, 두 가지 호변 이성질체가 서로 다른 녹는점을 갖는다(시스 이성질체의 경우 152 °C, 트랜스 이성질체의 경우 184 °C).

## 생합성
옥살로아세트산은 여러 가지 방법을 통해 자연적으로 생성된다. 옥살로아세트산의 주요 생성 경로는 시트르산 회로에서 말산 탈수소효소에 의해 L-말산이 산화되어 옥살로아세트산이 생성되는 것이다. 
피루브산 카복실화효소에 의해 ATP가 가수분해되면서 피루브산과 탄산이 축합되어 옥살로아세트산을 형성한다.
CH3C(O)CO2− + HCO3− + ATP → −O2CCH2C(O)CO2− + ADP + Pi
C4 식물, CAM 식물의 엽육세포에서 포스포엔올피루브산 카복실화효소에 의해 포스포엔올피루브산이 HCO3−와 반응하여 옥살로아세트산을 생성한다.
또한 아스파르트산 아미노기 전이효소에 의해 아스파르트산의 아미노기를 α-케토글루타르산으로 전이시켜, 글루탐산과 옥살로아세트산이 생성될 수가 있다.

## 생화학적 기능
옥살로아세트산은 시트르산 회로의 대사 중간생성물이며, 시트르산 생성효소에 의해 아세틸-CoA와 반응하여 시트르산을 생성한다. 또한 옥살로아세트산은 포도당신생합성, 요소 회로, 글리옥실산 회로, 아미노산 합성, 지방산 합성에도 관여한다. 옥살로아세트산은 복합체 II의 강력한 저해제이다.

### 포도당신생합성
포도당신생합성은 비탄수화물 기질로부터 포도당을 생성하는 11개의 효소 촉매 반응으로 구성된 대사 경로이다. 포도당신생합성의 시작은 피루브산이 존재하는 미토콘드리아 기질에서 일어난다. 피루브산 카복실화효소에 의해 피루브산은 옥살로아세트산으로 전환된다. 미토콘드리아 막에는 옥살로아세트산에 대한 운반체가 없어서 말산으로 환원된 다음 말산이 세포질로 수송된다. 미토콘드리아의 말산 탈수소효소에 의해 옥살로아세트산은 말산으로 전환되고 말산이 세포질로 수송되고, 세포질의 말산 탈수소효소에 의해 말산은 다시 옥살로아세트산으로 산화된다. 옥살로아세트산은 세포질의 포스포엔올피루브산 카복시키네이스에 의해 탈카복실화, 인산화되며, 인산기 공여체로 GTP를 사용하여 포스포엔올피루브산이 된다. 이 후 포도당신생합성의 나머지 반응들은 세포질에서 일어나며, 최종적으로 포도당을 생성한다.

### 요소 회로와 시트르산 회로의 연결
요소 회로는 2분자의 암모늄 이온(NH4+)과 1분자의 탄산수소염(HCO3−)을 사용하여 요소를 생성하는 대사 경로이다. 요소 회로는 일반적으로 간세포에서 일어난다. 요소 회로에 관련된 반응은 NADH를 생성하는데, NADH는 두 가지 다른 방식으로 생성될 수 있다. 두 가지 방식 중 하나는 옥살로아세트산을 이용한다. 세포질에 있는 푸마르산은 푸마레이스에 의해 말산으로 전환될 수 있다. 말산은 시트르산 회로로 진입해 말산 탈수소효소에 의해 옥살아세트산으로 전환되고, 이 과정에서 NADH가 생성된다. 아미노기전이효소는 다른 산보다 이들 케토산을 더 선호하기 때문에, 옥살로아세트산은 이 후에 아스파르트산으로 재활용된다. 이러한 재활용은 요소 회로와 시트르산 회로 사이를 연결하여 세포 내에서 질소의 흐름을 유지시킨다.

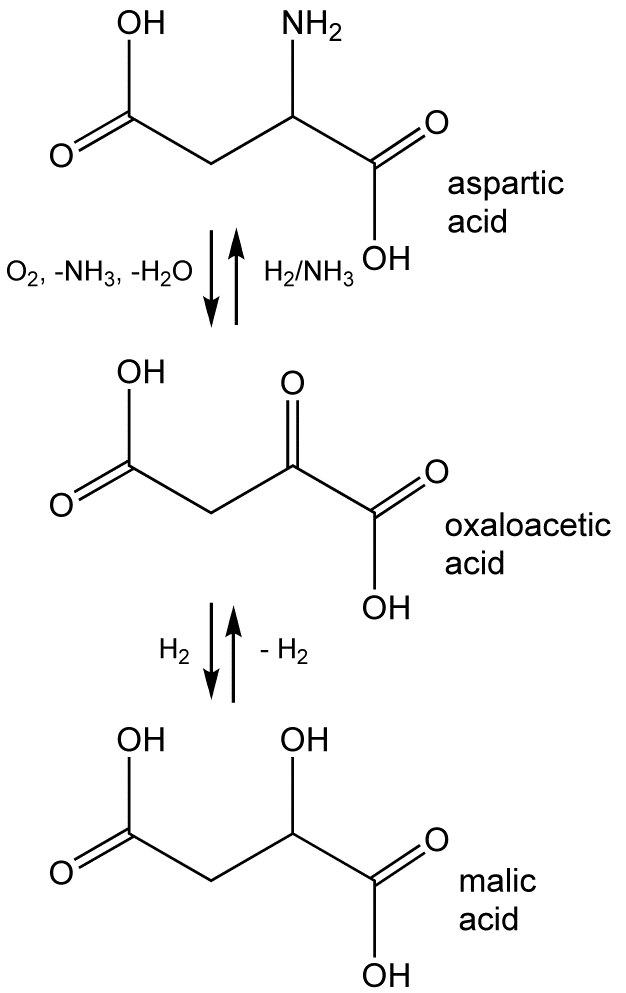
아스파르트산, 옥살로아세트산, 말산의 관계

### 글리옥실산 회로
글리옥실산 회로는 시트르산 회로의 변형이다. 글리옥실산 회로는 아이소시트르산 분해효소 및 말산 생성효소를 이용하는 식물과 세균에서 일어나는 동화 경로이다. 글리옥실산 회로의 일부 단계는 시트르산 회로와 차이가 있다. 그럼에도 불구하고 옥살로아세트산은 글리옥실산 회로와 시트르산 회로에서 동일한 작용을 한다. 이것은 이들 회로에서 옥살로아세트산이 초기 반응물 및 최종 생성물로 작용한다는 것을 의미한다. 글리옥실산 회로가 1회전할 때 2분자의 아세틸-CoA가 투입되고, 1분자의 석신산이 합성되는데, 이 석신산은 포도당신생합성에 이용된다.

### 지방산 합성
아세틸-CoA는 미토콘드리아에서 지방산 생성효소가 존재하는 세포질로 이동된다. 아세틸-CoA는 미토콘드리아 기질에서 시트르산 생성효소에 의해 옥살로아세트산과 축합하여 시트르산을 형성하고, 형성된 시트르산이 미토콘드리아 내막에 있는 시트르산 운반체를 통해 세포질로 운반된다. 이 반응은 대개 시트르산 회로를 개시하지만, 에너지를 필요로 하지 않으면 시트르산은 세포질로 이동하여 시트르산 분해효소에 의해 아세틸-CoA와 옥살로아세트산으로 분해된다.
지방산 합성을 위해 NADPH가 필요하다. 미토콘드리아 내막은 옥살로아세트산에 대해 비투과성이므로 NADPH의 일부는 세포질의 옥살로아세트산이 다른 물질로 전환되는 과정에서 생성된다. 먼저 옥살로아세트산은 말산 탈수소효소에 의해 NADH를 사용하여 말산으로 환원된다. 그런 다음 말산은 말산 효소에 의해 피루브산으로 전환되고, 이 과정에서 NADPH가 생성된다. 피루브산은 미토콘드리아 내막의 피루브산 운반체를 통해 세포질에서 미토콘드리아 기질로 수송된다. 피루브산은 미토콘드리아 기질에서 피루브산 카복실화효소에 의해 옥살로아세트산으로 다시 카복실화된다. 이런 방식으로 미토콘드리아에서 세포질로 아세틸기를 전달하면서 세포질에서 NADPH를 생성한다.

### 아미노산 합성
6종류의 필수 아미노산과 3종류의 비필수 아미노산은 옥살로아세트산과 피루브산으로부터 합성된다. 아스파르트산은 옥살로아세트산에 글루탐산의 아미노기가 전이되어 형성되고, 알라닌은 피루브산에 글루탐산의 아미노기가 전이되어 형성된다. 옥살로아세트산으로부터 아스파르트산이 생성되고, 아스파르트산으로부터 아스파라진, 메싸이오닌, 리신, 트레오닌이 생성된다.

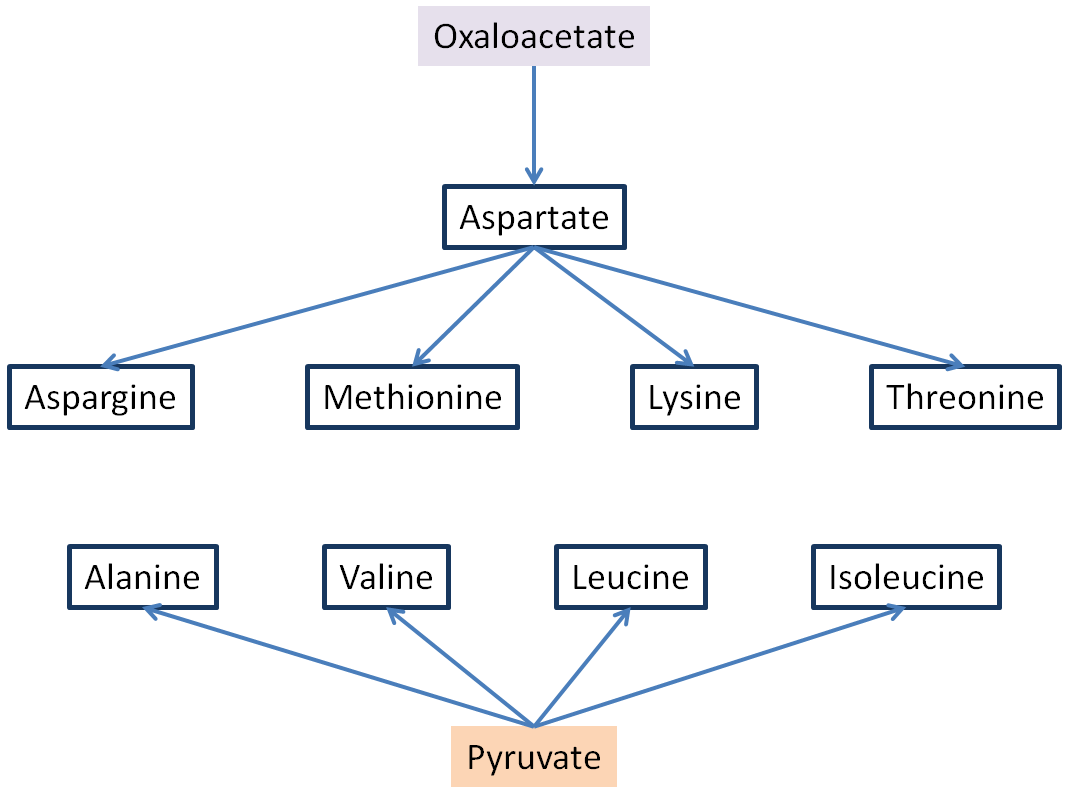
옥살아세트산 및 피루브산으로부터 합성되는 아미노산

### 옥살산 생합성
옥살로아세트산은 가수분해에 의해 옥살산을 생성한다.
옥살로아세트산 + H2O  옥살산 + 아세트산
이 반응은 옥살로아세테이스에 의해 촉매된다.

## 같이 보기
- 다이옥소석신산
- 해당과정
- 산화적 인산화
- 시트르산 회로